# Арцваніст
Арцваніст (вірм. Արծվանիստ) — село у марзі Гегаркунік, на сході Вірменії. Село розташоване на березі озера Севан, на схід від міста Мартуні та на захід від міста Варденіс.
В ущелині на півдні села розташований монастир Ваневан, що датується початком 10 століття.